# Dave Van Horne
Pour les articles homonymes, voir Horne.
Dave Van Horne est un animateur de radio américain qui est l'actuel descripteur des matchs des Marlins de Miami de la Ligue nationale de baseball.
Il est aussi connu pour avoir été pendant 32 ans la voix anglaise des Expos de Montréal, dont il a décrit les parties de 1969 à 2000.
Il est le récipiendaire 2011 du Prix Ford C. Frick remis par le Temple de la renommée du baseball.

## Biographie
Natif d'Easton, Pennsylvanie, États-Unis, Dave Van Horne commence sa carrière dans les médias à Richmond et Roanoke, en Virginie, où il prend part à la diffusion de matchs de football et de basket-ball de niveau collégial. Il fait ses premières armes dans le monde du baseball à la description des matchs des Braves de Richmond, un club des ligues mineures de la Ligue internationale affilié aux Braves d'Atlanta de la Ligue nationale.
Van Horne déménage au Canada à la fin des années 1960 et devient le descripteur à la radio des parties des Expos de Montréal, qui font leurs débuts dans les Ligues majeures de baseball en 1969.
Il sera la voix anglaise des Expos pendant 32 ans.
Pendant cette période, il décrit les deux matchs sans point ni coup sûr de Bill Stoneman (1969 et 1972), celui de Charlie Lea (1981), la Série de championnat de la Ligue nationale entre les Expos et les Dodgers (1981) ainsi que la partie parfaite lancée par Dennis Martinez à Los Angeles en 1991. C'est à ce moment qu'il lancera l'une de ses répliques en ondes les plus célèbres : « El Presidente... El Perfecto ! », en référence au surnom du lanceur des Expos.
À l'instar de Claude Brochu, président des Expos dans les années 1990, Dave Van Horne est d'avis que la grève des joueurs de la Ligue majeure en 1994 a été la cause principale du déménagement de la franchise vers Washington après la saison 2004.
En 2000, les Expos de Montréal n'obtiennent pas de contrat de diffusion de leurs matchs à la télévision et à la radio anglaise. Sans emploi, Van Horne retourne aux États-Unis et devient à partir de la saison de baseball 2001 le descripteur à la radio des parties des Marlins de la Floride. Il est toujours la voix des Marlins à ce jour (2012). Il a notamment décrit la victoire de l'équipe en Série mondiale 2003.
Van Horne a décrit le 29 septembre 2004 en tant qu'employé des Marlins le dernier match local des Expos au Stade olympique de Montréal.

## Vie personnelle
Dave Van Horne a eu quatre fils avec sa première épouse, Nancy. Cette dernière est décédée subitement à Montréal d'un anévrisme en 1976, alors qu'elle avait 36 ans. Van Horne a habité Kirkland, dans l'ouest de l'île de Montréal, avec ses enfants, son épouse et plus tard sa mère, une ancienne libraire de Pennsylvanie.
L'animateur a épousé en secondes noces la Montréalaise Josée Coursol. Le couple a une fille prénommée Madison et habite West Palm Beach, en Floride.

## Honneurs
En 2008, Dave Van Horne a été l'un des dix finalistes pour le Prix Ford C. Frick, une récompense accordée aux journalistes par le Temple de la renommée du baseball.
Le 8 décembre 2010, on annonce que Dave Van Horne recevra l'été suivant le Prix Ford C. Frick, étant notamment préféré à son homologue de la radio francophone des Expos, Jacques Doucet. Van Horne reçoit son prix au Temple de la renommée du baseball à Cooperstown le 23 juillet 2011.
En 2014, Van Horne est intronisé au Temple de la renommée du baseball canadien.